# Northway (Alaska)
Northway ist ein census-designated place (CDP) im Southeast Fairbanks Census Area, USA.  Die Bevölkerung betrug 234 beim United States Census 2020.

## Demographie
Beim Census im Jahr 2000 wurden 95 Personen, 30 Haushalte und 18 Familien registriert. Die Bevölkerungsdichte betrug 1,9 Personen/km².

## Bildung
Northway ist Teil des Alaska Gateway School District. 

## Freizeitmöglichkeiten
Northway liegt im Tetlin National Wildlife Refuge. Am Deadman Lake gibt es einen Campingplatz.